# Hawk-Eye
Pour les articles homonymes, voir Hawkeye et Hawk.
Hawk-Eye est un système informatique propriétaire destiné à l'arbitrage et réalisé par la société Hawk-Eye Innovations Ltd. Son nom fait référence à l'expression anglaise « hawk-eyed » utilisée pour parler de quelqu'un dont la vue est perçante (dont l'équivalent en français est « œil de lynx ») et fait aussi allusion à son inventeur Paul Hawkins. Il est utilisé sur les circuits professionnels de tennis WTA et ATP, ainsi que pour certains matchs de cricket ou de billard. C'est d'ailleurs au cours d'un match de cricket que Paul Hawkins, qui dans les années 1990 travaillait sur une thèse en intelligence artificielle, eut l'idée de créer un « système vidéo » capable d'être plus performant qu'un arbitre humain. En effet, il avait eu la désagréable sensation d'avoir été victime d'une erreur d'arbitrage. Il a transformé sa frustration en innovation technologique.

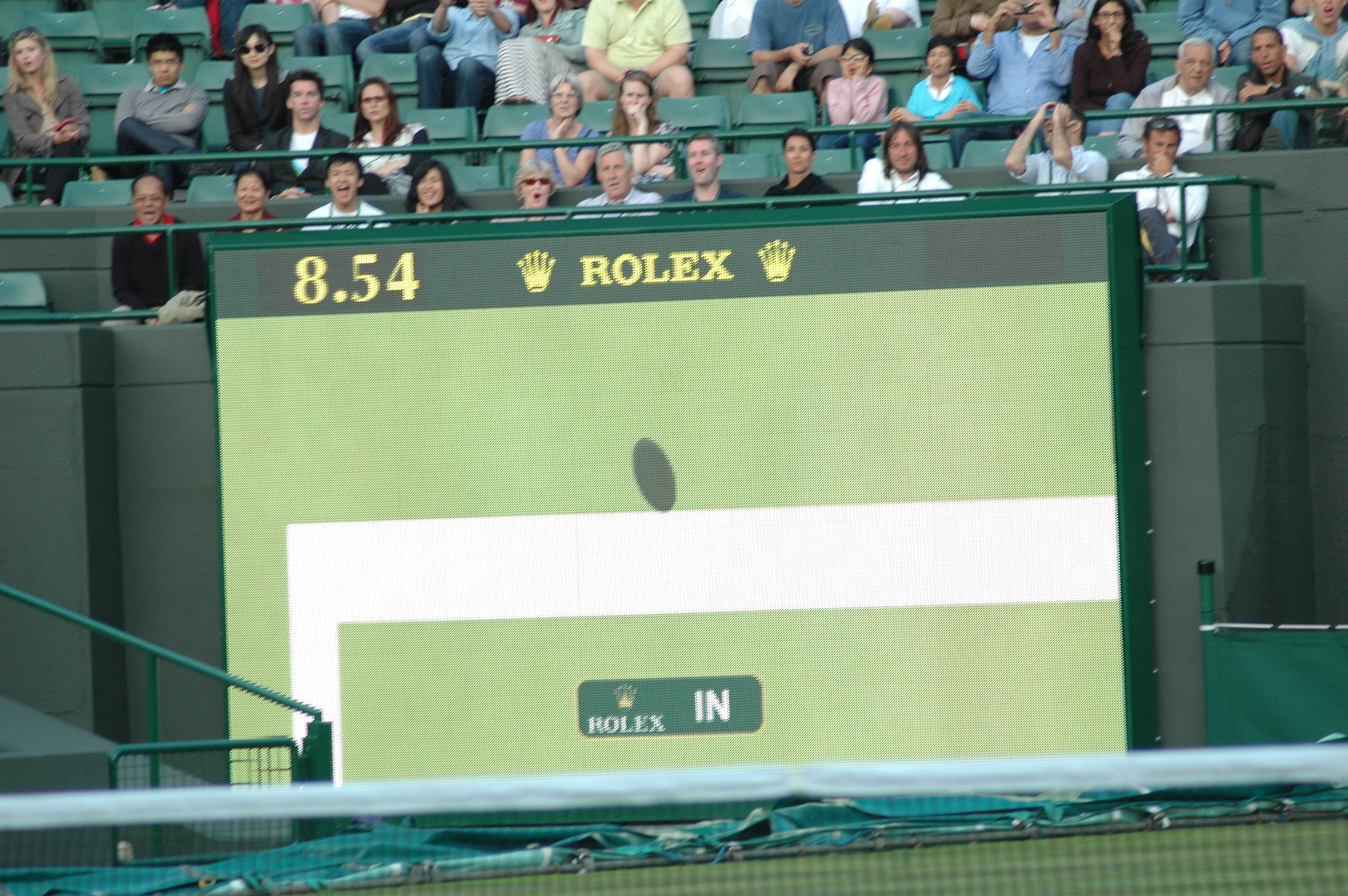
Le Hawk-Eye, utilisé lors du Tournoi de Wimbledon 2011.

Ce système est également utilisé en volley-ball lors de Jeux européens à Bakou en juin 2015.
L'usage du Hawk-Eye pour le football (VAR Video Assistant Referee), à l'étude depuis 2008 pour régler les litiges liés à la ligne de but, est effectif dès la saison 2013-2014 en Premier League anglaise.
Ce système est utilisé depuis juin 2013 dans le championnat de football gaélique irlandais, exclusivement pour déterminer si le ballon est bel et bien passé entre les poteaux. 
En avril 2016, le système Hawk-Eye a été choisi par l'UEFA pour être utilisé lors des matches de l'Euro 2016.

## Historique

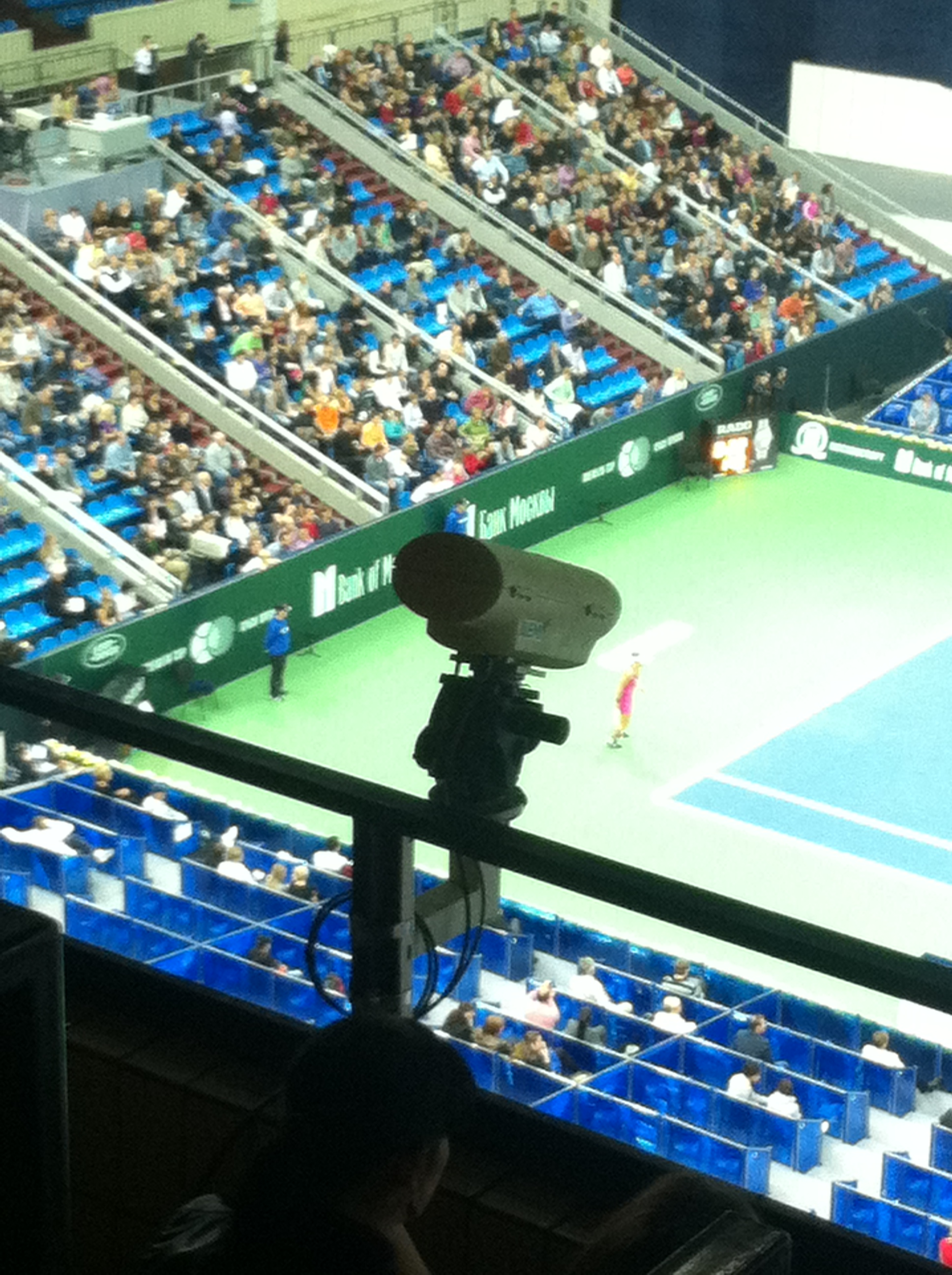
Une des caméras utiles au système Hawk-Eye.

Le système a été initialement développé en 1999 au sein de la société Roke Manor Research. Le projet a été dirigé par le Dr Paul Hawkins  et financé par la compagnie de télévision britannique The Television Corporation. Après 18 mois de développement, le système est utilisé pour la première fois par la chaine britannique Channel 4 en 2001.
Au tennis, ce système a été inauguré à l'occasion du Masters ATP de Miami en 2006, à Key Biscayne par Jamea Jackson. Le 14 juin 2006, un groupe d'investisseurs menés par le Wisden Group achète Hawk-Eye Innovations et promeut son utilisation. Le premier investisseur du Wisden Group est Mark Getty.
Mardy Fish est le premier joueur à avoir fait appel, à tort, à l'arbitrage vidéo en Grand Chelem, le 28 août 2006 à l'US Open.
En France, et malgré l'opposition de l'arbitre Jacques Navarre qui prétendait « ne pas avoir besoin de ce truc pour juger des balles fautes », le Hawk-Eye a été officiellement utilisé pour la première fois lors du Masters de Paris-Bercy en 2006.
À ce jour, trois tournois de Grand Chelem utilisent le système Hawk-Eye (Wimbledon, l'Open d'Australie et l'US Open). Le tournoi de Roland-Garros, disputé sur terre battue, ne l'utilise pas pour l'arbitrage car la balle laisse une trace sur la terre battue, ce qui permet à l'arbitre de juger par lui-même si la balle est faute ou non lors d'un coup litigieux. Néanmoins, cela n'empêche pas les protestations, d'autant que sur terre battue il est fréquent que plusieurs traces soient proches. L'un des avantages du Hawk-Eye est qu'il met un terme aux contestations à répétition lors des rencontres dont l'enjeu est important.
De nombreux joueurs et joueuses aimeraient que le Hawk-Eye fasse son apparition à Roland Garros. Du côté des spectateurs et des téléspectateurs, la tendance semble être en faveur du Hawk-Eye qui fait à présent partie intégrante du spectacle[réf. nécessaire]. Le Hawk-Eye à Roland Garros est utilisé uniquement dans le cadre des retransmissions télévisées. Mais le résultat n'est connu que des téléspectateurs devant leur téléviseur et n'est pas retransmis sur les écrans géants.
"L'exception culturelle française" concernant Roland-Garros, seul tournoi du Grand Chelem à ne pas disposer du Hawk-Eye, suscite quelques railleries. C'est ainsi que début 2012, Eurosport, avec son émission Watts, ainsi que des sites Internet, ont diffusé un petit spot humoristique en noir et blanc, montrant des joueurs contestant une trace sur la terre battue. Le tout fait à la façon d'un film comique de Charlie Chaplin.[réf. nécessaire]
En septembre 2010, Mark Getty propose la société Hawk-Eye Innovations à la vente et en mars 2011, Sony s'en porte acquéreur pour 25 millions d'euros.

## Caractéristiques techniques et juridiques
Le système Hawk-Eye comprend :
- un logiciel propriétaire[10].
- des composants matériels brevetés[11].

Hawk-Eye est également une marque déposée par la société Hawk-Eye Innovations Ltd et exploitée par sa filiale Hawk-Eye Sensors Ltd.

## Applications

### Principe de l'arbitrage au tennis avec le Hawk-Eye
Les joueurs peuvent contester une décision de l'arbitre (ou d'un juge de ligne) en faisant appel au système Hawk-Eye. Ils bénéficient de trois recours (challenges, dans la terminologie anglaise) à l'assistance-vidéo pour chaque set, et d'un recours supplémentaire en cas de jeu décisif (tie-break). Par conséquent, un joueur qui a conservé ses 3 challenges jusqu'à 6 jeux partout, a le droit d'utiliser 4 challenges durant le tie-break.
La réaction du joueur doit être immédiate. Il doit arrêter de jouer, annoncer distinctement « Challenge » et lever la main (ou sa raquette) de façon à être bien vu par l'arbitre de chaise. Celui-ci prononce alors en anglais (langue officielle internationale de l'arbitrage au tennis) une phrase qui indique que le joueur fait appel au challenge. Exemple : « Mister Federer is challenging the call on the left baseline, the ball was called out » (« Monsieur Federer fait appel à l'arbitrage vidéo pour la balle sur la ligne gauche de fond de court, annoncée dehors. ») (pour une balle annoncée faute) ou « in » (pour une balle jugée bonne).
Il se peut qu'un joueur se ravise quelques secondes après avoir demandé le challenge. C'est ce qui s'est passé, par exemple, au tournoi ATP 1000 de Miami le 28 mars 2017, dans la rencontre qui opposait Rafael Nadal à Nicolas Mahut. Au début du second set, Nadal fait un ace, immédiatement contesté par Mahut. L'arbitre commence alors à annoncer l'appel à l'arbitrage vidéo. Au même moment Mahut lui signale que, finalement, il renonce à risquer un de ses challenges. Ce qui a donné : « Mister Mahut is... not challenging the call » (« Monsieur Mahut... ne fait pas appel à l'arbitrage vidéo. »). 
Un joueur a même le droit de demander un challenge contre lui-même. C'est par exemple ce qui s'est produit le 4 février 2018 à Albertville, lors d'un match de coupe Davis, opposant le Français Adrian Mannarino au Néerlandais Robin Haase. Après avoir servi, Haase monte à la volée mais se fait passer par Mannarino. Immédiatement, Haase réclame le challenge, non pas pour le passing de Mannarino qui était retombé largement dans les limites du court, mais dans l'espoir que sa première balle de service soit faute et ainsi pouvoir jouer sa seconde balle et éviter la perte d'un point. Malheureusement pour le Néerlandais, son service était bien bon. Par conséquent, le point est resté acquis au Français.
Dès que les images ont montré l'impact de la balle (IN ou OUT), l'arbitre annonce le score. Puis il indique le nombre de challenges restants au joueur (à la joueuse ou à l'équipe) qui vient de faire appel à la vidéo. 
- Si la contestation est confirmée par la machine (qui reproduit la trajectoire de la balle en image de synthèse et la diffuse sur deux grands écrans placés sur le court), le joueur conserve son capital de challenges. Ainsi, un joueur peut faire appel au challenge autant de fois qu'il le souhaite, du moment que la vidéo lui donne raison, il ne perd aucun de ses challenges.
- En revanche, chaque contestation infirmée par Hawk-Eye supprime une chance. À ce moment l'arbitre annonce : « Call stands. », qu'on pourrait traduire par : « L'annonce reste inchangée. ». Par conséquent, le joueur qui a contesté à tort l'annonce de l'arbitre perd le point plus un challenge.
- Lors du service, si une deuxième balle est annoncée faute (ce qui en théorie donne le point à l'adversaire, car il s'agirait d'une double faute), mais qu'après challenge elle était en réalité bonne, le serveur ne rejoue pas simplement sa seconde balle, mais il rejoue une première balle et il a donc droit à une seconde balle, si besoin est.
- S'il s'agit d'un ace annoncé faute par erreur, après challenge, le point va directement au serveur.
- Si au cours d'un échange qu'aucun des joueurs n'a perdu, la balle est annoncée faute alors qu'elle est bonne après challenge, on rejoue le point (sauf si manifestement le joueur était trop loin pour renvoyer la balle). Le serveur bénéficie alors de 2 balles, même si l'échange en question avait commencé sur sa seconde balle. L'arbitre annonce alors « Replay the point » (« Rejouez le point. »).
- Il est avéré que l'arbitrage vidéo (Hawk-Eye) ne peut pas être exigé en cas de panne partielle d'éclairage du terrain. Ce cas s'est produit le 1er mars 2017 lors de la rencontre entre Roger Federer et Evgeny Donskoy en 1/8 de finale du tournoi ATP 500 de Dubaï. Les deux joueurs ont accepté de se passer de l'arbitrage vidéo et ont continué à jouer malgré la panne d'un des projecteurs.
- Si le Hawk-Eye demandé par un joueur ne peut pas être utilisé (défaillance technique, par exemple), c'est la décision de l'arbitre de chaise qui s'impose.
- Le Hawk-Eye a l'avantage d'offrir le même traitement aux joueurs qui en bénéficient. Et il ne viendrait à l'idée de personne de contester la décision d'un ordinateur. Par conséquent, le jugement est mieux accepté par le joueur, qui ne perd plus sa concentration (ni celle de son adversaire) en contestant une balle litigieuse.

#### Réactions à l'introduction du Hawk-Eye
Cet arbitrage électronique est critiqué pour de nombreux motifs : on lui reproche d'être réservé aux seuls courts principaux, et non pas aux courts annexes, générant un traitement inégalitaire entre les stars du circuit et les autres. Cette situation est inévitable, du fait des coûts élevés, environ 70 000 € la semaine (2010) et des contraintes matérielles engendrées (nécessité de l'installation d'écrans géants). Il est vrai que les joueurs moins bien classés sont, de ce point de vue, défavorisés car ils peuvent ne jamais bénéficier du Hawk-Eye durant leur carrière, à moins d'être programmé contre un joueur du top ten (10 meilleurs joueurs du monde) sur un court principal.
D'autres voix (notamment celles de Roger Federer et de Rafael Nadal),, ont remis en question la précision de la machine.

Comparaison balle / impact

On peut notamment reprocher à ce système de visualiser toujours le même impact, proche des dimensions de la balle (environ 6,5 cm de diamètre) alors que même si celle-ci est déformée par l'impact, sa surface de contact avec le sol restera toujours nettement inférieure. À noter d'une part que la balle peut parfois glisser sur le sol (notamment sur terre battue et sur gazon) avec un contact de forme elliptique et d'autre part qu'une balle peut s'enfoncer plus ou moins dans le sol (en cas de smash notamment) donc avec une surface de contact bien plus importante que lors d'un contact avec une ligne. Sachant qu'une balle out peut parfois être considérée comme bonne par le Hawk-Eye, certains joueurs peuvent être tentés de faire appel à cet arbitrage en cas de décision de l'arbitre de chaise en leur défaveur. 
Néanmoins, il est avéré que le système Hawk-Eye réduit les erreurs d'appréciation humaines, car la précision de la vidéo est estimée à 3 mm, alors que celle de l'œil humain est de 2 cm. Dans les premiers temps, les joueurs qui faisaient appel au challenge avaient raison dans 75 % des cas. 
À terme, il est possible que la baisse des coûts liés à l'informatique et à la vidéo (2010) profite au Hawk-Eye. Cela permettrait de généraliser ou tout au moins d'étendre ce système à tous les courts des principaux tournois de tennis du circuit professionnel, ainsi qu'à d'autres sports.
En 2011, Nadal et Federer ont eu des propos plus favorables à l'égard du Hawk-Eye. L'impartialité du système vidéo semble être de plus en plus reconnue et admise.
Quel que soit le sport considéré, c'est souvent à la suite d'un incident d'arbitrage majeur et avéré que les autorités ou instances sportives dirigeantes ont pris la décision d'utiliser le Hawk-Eye ou au moins d'entamer une réflexion quant à son utilisation future.
Exemple de litige à Roland-Garros, lors de la finale dames 2011 : Francesca Schiavone est peut-être passée à un point d'un second titre à cause d'une faute d'arbitrage. À 6-5 en faveur de l'Italienne dans le deuxième set et à 40 partout sur le service de Li Na, la Chinoise a expédié un coup jugé out par le juge de ligne. Mais la juge de chaise, la Suédoise Louise Engzell, descendue sur le court central vérifier la marque, a déjugé la décision et accordé le point à Li Na. Une balle pour revenir à un set partout en faveur de la tenante du titre italienne s'est transformée en balle de 6-6 pour la Chinoise. Li Na n'a pas laissé passer l'aubaine et aligné neuf points de rangs pour s'adjuger la deuxième manche et le match 6-4, 7-60. Après cette balle contestée, l'Italienne n'a plus inscrit le moindre point. 
Lors de la rencontre opposant Philipp Kohlschreiber à Andy Murray le 2 mars 2017, Thibault Le Rol, commentateur tennis, a déclaré en direct sur BeIN Sports : « Le Hawk-Eye, magnifique innovation pour le tennis. ».
Le droit au challenge pour les joueurs qui ont la chance d'en bénéficier, donne un pouvoir supplémentaire (s'il est utilisé à bon escient).    
En finale de l'Open d'Australie 2017 qui opposait Roger Federer à Rafael Nadal, la balle de match s'est jouée sur un challenge réclamé (à tort) par Nadal. Mais il était judicieux d'utiliser le challenge sur balle de match, là où il n'y a plus rien à perdre.  
D'autres exemples aussi bien dans le tennis féminin que masculin, pourraient être cités de joueurs ou joueuses qui avaient théoriquement gagné leur match mais qui n'ont pas fait appel au challenge, pensant que leur balle sortait, alors qu'elle était bonne. Et ils ont fini par perdre la rencontre.  
La scène se passe lors du tournoi de Roland Garros le 30 septembre 2020, cette année, exceptionnellement le tournoi s’est déroulé en septembre et non en mai en raison de la Covid19. La nº1 francaise Kristina Mladenovic estime avoir été victime d’une grave erreur d’arbitrage sur une balle de set en sa faveur. Elle mène 5 jeux à 1 dans la première manche, quand son adversaire, Laura Siegemund, renvoie la balle après deux rebonds. L’arbitre donne le point à l’allemande, puisque la française touche ensuite le filet. Incompréhensible pour Mladenovic. La vidéo lui donne d’ailleurs raison. Cette erreur d’arbitrage marque le début de la fin pour la française. Mladenovic gâche ensuite six balles de set et son adversaire effectue une spectaculaire remontée. Menée 5 jeux à 1, Laura Siegemund s’impose 7/5 dans le 1er set. Mladenovic ne refait jamais surface et concède le second set 6/3. 
Autre exemple, lors du tournoi de Roland Garros 2020, au cours de la rencontre qui oppose Shapovalov au français Gilles Simon. Ce dernier est mené 6/2 dans le premier set, mais il mène 3/2 dans le 2e set et a une balle de 4/2 en sa faveur, sur le service de Shapovalov à 30/40. Shapovalov sort la balle, mais l'arbitre la donne bonne en dépit de la réclamation du français. En réalité, les téléspectateurs ont pu voir, grâce au ralenti, qu'elle était bien faute. A ce moment précis, Sébastien Grosjean, ancien n°1 français qui commente le match, ne peut s'empêcher de déclarer : « Il va vraiment falloir mettre la vidéo à Roland Garros ! ». À la suite de cette erreur d'arbitrage, le français finira par perdre le jeu (qu'il aurait gagné avec le Hawk-Eye), perdre ce set et finalement perdre le match.
Un match ne se joue pas sur un point unique. Mais il y a des points qui comptent plus que d'autres et peuvent faire basculer le cours d'une partie en faisant passer la confiance d'un camp à l'autre. De ce point de vue, le Hawk-Eye, même s'il n'est pas parfait et ne règle pas tous les cas de figure, permet aux joueurs de ne pas rester sur une sensation d'injustice.
Les joueurs doivent aussi rester vigilants sur le nombre de challenges qu'il leur reste. Lors du tournoi de Miami 2017, Borna Ćorić conteste une balle jugée bonne et demande le challenge, mais l'arbitre lui dit qu'il ne lui reste plus aucun challenge. Le tableau des scores que Ćorić avait en face de lui indiquait bien « nombres de challenges restants : 0 ». 
Aujourd'hui encore (novembre 2020), loin de diminuer, les coûts liés au Hawk-Eye restent élevés, donc réservés à certains tournois de tennis professionnels et pas sur tous les courts.   
Le principe du Hawk-Eye met du temps à s'imposer, mais il séduit de plus en plus de ligues sportives, même si certaines, plus conservatrices, tardent à l'utiliser. Un des arguments récurrents contre ce système est la déshumanisation du sport. Les partisans du Hawk-Eye, au contraire, plaident en faveur d'un arbitrage plus équitable, compte tenu entre autres des sommes d'argent, et donc des enjeux, de plus en plus importants dans de nombreux sports.
Notons qu’à partir de cette année (2025) les organisateurs de Wimbledon ont annoncé qu’il n’y aurait plus de juges de lignes.
Précisons aussi que le hawk-Eye, sert pour les lignes de service, les lignes de fond de court et de couloir, mais également les fautes de pied. Concrètement, le système est composé de 18 caméras qui scrutent les lignes, dont 6 dédiées à celles de fond de court afin de déterminer s'il y a eu ou non, faute de pied au service.
Á l’heure actuelle (mai 2025) les tournois dotés du Hawk-Eye dans sa version la plus perfectionnée, n’ont plus aucun juge de ligne. Seuls demeurent sur le court l’arbitre de chaise et les ramasseurs (ou ramasseuses) de balles.

### Système similaire
- Le système In/Out Tennis, caméra intelligente créée en 2016 par un ingénieur indépendant Français, Grégoire Gentil, promet aux joueurs de tennis amateurs de pouvoir s'arbitrer eux-mêmes avec une précision de 99 %. La caméra bientôt disponible coûtera moins de 200 € à son lancement[17].
- Le système PointTracker (en) d'IBM fonctionne de manière similaire, mais est seulement utilisé à des fins de statistiques et pour la télévision.